# Світлана Ражнатович
Світлана Ражнатович (серб. Светлана Ражнатовић), до шлюбу Величкович (серб. Величковић; відома за псевдонімом Цеца; нар. 14 червня 1973) — сербська співачка турбо-фолку та поп-фолку, акторка, музикантка, власниця футбольного клубу, благодійниця. Одна з найпопулярніших співачок Сербії та Балканів та одна з найбільш високооплачуваних артистів у сербській музичній індустрії. 
Відповідно до популярності отримала прізвисько «Мати Сербії».

## Раннє життя
Світлана Ражнатович народилася 14 червня 1973 року в селі Житорада, Сербія. Там жила зі своїм батьком Слободаном, матір'ю Мірою та сестрою Лідією до 18 років. У 1991 році втекла зі своїм коханим до Швейцарії.
Була одружена з Жельком Ражнатовичем.

## Кар'єра
Її перший публічний виступ відбувся у 9 років, у рідному місті. У 13 років під час відпустки зі своїми батьками на чорногорському узбережжі вона співала в готелі, де її помітив відомий співак та акордеоніст Мірко Кодич. Він допоміг їй із написанням першого альбому «Маленьке Ниття Квітки» (1988). У 15 років на музичному фестивалі Іліцв в Сараєво пісня Маленьке Ниття Квітки здобула перемогу, після чого стала хітом. Наставником Цеци був Добрівоє Іванкович, композитор і продюсер народної музики, який допоміг багатьом кар'єрам піднятися в 1970-х та 1980-х роках. Її перші два альбоми Маленьке Ниття Квітки та Божевільне серце (1989) були зроблені за традиціями сербської народної музики. За допомогою пісень Я тебе люблю і Дозвольте мені побачити його які мали сучасніше виробництво, Цеца швидко стала популярною зіркою серед підлітків та ідолом для багатьох людей Сербії. Її третій альбом, був головним хітом в колишній Югославії. Цеца стала найбільш продаваним артистом лейблу Белградського ТБ, та третім найбільшим продаваним артистом в Югославії серед жінок. Вона продовжувала у тому ж напрямку і у наступному альбомі (1991), який включав у себе музичний кліп на пісню Ей, однолітки!, де змальовувалися урочисті події на честь 18-го дня народження Цеци.
У 17 років Цеца була прийнята на роль Костани, ромської співачки і танцюристки, у фільмі «Нечиста кров» (серб. Нечиста крв), заснованому на творах сербського драматурга та романіста Бориса Станковича. Попри те, що сцену Цеца ділила з такими відомими акторами як Раде Шербеджія та Люба Тадіч, вона відчувала, що її роль була неважлива, і тому попросила, щоб її сцени були видалені через «низьку якість». Проблематичне виробництво зайняло багато років, і при релізі фільму у 1996 році отримало багато критики.
Вона продовжувала працювати з Мариною Тусаковіч, Діно Мерліном та їх молодим протеже Олександром Мілік Мілі, з яким продовжує працювати й сьогодні. Її наступні три альбоми Що в ваших жилах?, Я досі сплю в твоїй сорочці та Фатальне кохання, поширили її популярність і включали такі хіти як «Не монотонність», «Я любила, я любила» та «Ти хочеш все». З більш сучасним виробництвом музики, кліпів, її популярність росла про що свідчать альбоми Емоційно-божевільна(1996) та Маскарад(1997). Пісня «Порочна» була хітом номер один протягом сімнадцяти тижнів у Сербії. Графік написання пісень став безладним через народження двох дітей у 1996 та 1988 роках.
Вона випустила свій десятий альбом у 1999 році під назвою 2000, який містив кілька хітів. Її одинадцятий альбом Десятиліття (2001) мав два хіти «Десятиліття» та «Це правильно». Дванадцятий альбом Цеци Гірше, ніж любов був випущений у 2004 році. Її тринадцятий альбом Ідеально погана (2006) містив хіти «Манта, манта» та «Шкіра пам'ятає». Цеца випустила свій чотирнадцятий альбом Любов живе у червні 2011.
У червні 2013 року вона провела концерт у Белграді для 170000 глядачів на її 40-й день народження. Вона заспівала 47 пісень за 4 години, подолавши власний рекорд.
У 2016 році вона випустила свій п'ятнадцятий альбом Автограф.

## Інші види діяльності

##### Футбол
Світлана Ражнатович успадкувала футбольний клуб «Обилич» від свого покійного чоловіка та стала його президентом. Вона часто з'являлася на матчах у шубах і запровадила суворі грошові стягнення на гравців, що грали погано. Так, «ФК Обилич», колишній чемпіон Югославії, опустився в рейтингу. Він продовжував падати, на даний момент належить до місцевої аматорської ліги. Коли Мілян Мілянич пішов з поста президента Футбольної Асоціації Югославії в вересні 2001 року, Цеца була призначена його наступницею. Одним відомим прихильником цього був Велібор Васович. Колишній капітан Ажах зазначив, що Цеца була однією з небагатьох, хто вкладали гроші у сербський футбол. Згодом колишній гравець Драган Стойкович був обраний замість неї.
У березні 2011 Цеца була звинувачена у розтраті та незаконному зберіганні одинадцяти пістолетів. Вона продала 15 гравців «ФК Обилич» до кількох міжнародних футбольних клубів. Цеца заперечувала, що брала участь в будь-якій незаконній діяльності, кажучи, що її чоловік був відповідальний за «Обилич», а 11 пістолетів, які були знайдені у її будинку, це власність чоловіка, що помер 10 років тому.

### Політика
Цеца була призначена почесною президентом Партії сербської Єдності, яка була утворена покійним чоловіком Желько Ражнатовичем (Арканом). Вона не була політично активною та стверджувала, що прийняла цю позицію тільки заради покійного чоловіка. Після зустрічі з президентом партії Бориславом Пелевичем вона відмовилася від політики повністю.
У ніч на 17 березня Цеца та Крістіан Голубович (близький друг Аркана) зібрали демонстрантів перед будівлею уряду в Белграді, щоб говорити про спалення 300 сербських православних церков у Косово.

### Благодійність
Цеца є президентом гуманітарного фонду «Третя дитина». Мета організації: підвищити народжуваність у Сербії, а також допомогти родинами які мають вже трьох або більше дітей. Вона проводила багато благодійних концертів задля збору грошей на їжу, одежу на всяку-всячину для сербів які потерпіли від подій у Косово у березні 2004 року.

## Особисте життя
Світлана жила вдома до її переїзду до Швейцарії, у 18 років. Під час участі у Сербській добровольчій гвардії, напіввійськової сили, також відомої як «Тигри Аркана», 11 жовтня 1993 року під час хорватської війни, через друга поп-співака Олівера Мандича, вона познайомилася з Желько Ражнатовичем («Арканом»), командиром підрозділу і кримінальним авторитетом. Коли була створена партія Сербської єдності, Аркан запропонував Світлані брати у ній участь. Желько був одружений у той час і остаточно закінчив свій шлюб за два місяці до весілля з Світланою. Він зробив пропозицію 7 січня 1995 року, а через місяць вони одружилися (19 лютого). Батьки Цеци спочатку були проти шлюбу. Їх весілля було показано по телебаченню, зробило багато заголовків в газетах, було зображено як сербська казка. У шлюбі народила двох дітей, Вейко (1996) та Анастасію (1998).
Аркан був застрелений 15 січня 2000 року в Белграді чотирма озброєними людьми. Попри те, що постріл був у голову, він залишався живим протягом деякого часу, але помер на руках Цеци на задньому сидінні автомобіля, який віз їх у відділення невідкладної допомоги. Через п'ятнадцять місяців жалоби Цеца зробила перший публічний виступ у квітні 2001 року в телеінтерв'ю. Вона казала: «Частина мене померла в той день… Я завжди буду любити його і тільки його, я впевнена в цьому».
Сербський прем'єр міністр Зоран Джинджич був вбитий 12 березня 2003 року. Це спонукало владу Сербії почати таємну операцію. Розкішний будинок Цеци в Белграді потерпів від набігу в рамках розгону злочинців та націоналістів за вбивства. Набіг призвів до ретельного розслідування. Цеца була заарештована 17 березня 2003 року та звинувачена у незаконному зберіганні вогнепальної зброї. Цеца провела три місяці у в'язниці. Вона також стверджувала, що зброя була принесена до будинку її покійним чоловіком.
У 2011 році Цеца була визнана звинуваченою у розкраданні мільйонів євро від переходів гравців з «ФК Обилич», який вона успадкувала від чоловіка, і у незаконному зберіганні 11 пістолетів. Цецою було продано 15 гравців Обилич до кількох міжнародних футбольних клубів. Сербська прокуратура звинуватила її у прийнятті неприпустимої частки продажу п'ятнадцяти гравців. Цеца заперечувала, що брала участь в будь-якій незаконній діяльності, заявивши, що її покійник чоловік був відповідальний за «Обилич» і знайдені пістолети теж належать йому. За угоди визнання провини Цеці було наказано провести 8 місяців під домашнім арештом, уникаючи максимального покарання в 12 років позбавлення волі. Згодом Цеца була засуджена до одного року домашнього арешту (травень 2011-лютий 2012) і оштрафована на 1,5 мільйона євро.

## Дискографія

### Студійні альбоми
- Ниття Квітки (серб. Цветак зановетак) (1988)
- Божевільне серце (серб. Лудо срце) (1989)
- Дозвольте мені побачити його (серб. Пустите ме да га видим) (1990)
- Бабарога (серб. Бабарога) (1991)
- Що в ваших венах? / Зозуля (серб. Шта је то у твојим венама / Кукавица) (1993)
- Я досі сплю у твоїй сорочці (серб. Ја још спавам у твојој мајици) (1994)
- Фатальне кохання (серб. Фатална љубав) (1995)
- Емоційно-божевільний (серб. Емотивна луда) (1996)
- Маскарад (серб. Маскарада) (1997)
- Цеца 2000 (серб. Цеца 2000) (1999)
- Десятиліття (серб. Деценија) (2001)
- Гірше, ніж любов (серб. Горе од љубави) (2004)
- Ідеально погана (серб. Идеално лоша) (2006)
- Любов живе (серб. Љубав живи) (2011)
- Виклик (серб. Позив) (2013)
- Автограф (серб. Аутограм) (2016)

### Живі альбоми
- To Miki, To (1990)
- Babaroga (1991)
- Kukavica + Tašmajdan (1993)
- Hala Pionir (1995)
- Marakana (2002)
- Live Ušće (2006)
- Live Ušće 2 (2013)

### Ремікс альбоми
- Лондон мікс (2005)
- Ц-Клуб (2012)

## Фільмографія
- Все про Цецу (1993)
- Весілля десятиліття (1995)
- Нечиста кров (1996)
- Концертний (2006)
- Робота над Гірше, ніж любов (2004)
- Цеца спеціальний (2012)